# ルナーボール
『ルナーボール』 (Lunar Ball) は、1985年にコンパイルが開発し、ポニーキャニオンが販売したゲームソフト。ビリヤードをモチーフにしてアレンジを加えたテーブルゲームである。
1985年6月にPC-8800シリーズ版が、同年12月にMSX版およびファミリーコンピュータ版が発売された。ファミリーコンピュータ版は北米、欧州では『Lunar Pool』というタイトルで発売された。

## 概要
ルナー（lunar）とは月のことで、舞台は宇宙に設けられたステージとなっている。ルールは非常にシンプルで、ルナーボール（いわゆる手球。以下、手球と表記）を撞いて番号の付いた的球（惑星）をポケット代わりのブラックホールに落とし、全部落とせばステージクリアとなる。
ステージ数はPC-8800シリーズ版が20面、MSX版が32面、ファミリーコンピュータ版が60面で、MSX版およびファミコン版は最初からステージ選択が可能となっている。
ステージの形状は変化に富んでおり、オーソドックスな6ポケットを初め、三角形、正方形、八角形、またアルファベットやデザインを象ったものや、中央に障害物が付いたもの、ブラックホールが幾つも仕掛けられたものなど様々である。また、ボールの配置は2種類ずつあり、ステージによって初めから配置が決められている。
SG-1000では「チャンピオンビリヤード」のタイトルでセガから発売された。ステージ数は全50面。ゲーム内容はほぼ同じだが、デザインは通常のテーブルゲームになっている。

## ゲーム内容
全ての的球をポケット（ブラックホール）に落とせばクリアである。ただし、手球をブラックホールに落とすと1個失う（ビリヤードでいうスクラッチ）。3回のショットで1個も的球を落とせない場合も手球を1個失う。手球を全て失うとゲームセットであるが、手球はゲームスタート時に3個あり、1ステージクリアする毎に手球が1個増えるので、ゲームオーバーになりにくく、初心者にも易しい設定となっている。
得点は的球のナンバーの数に比例し、落とした的球の分だけ得点となるが、一度に幾つも落とすと高得点が稼げる。また、連続でポケットに的球を落とす毎に、得点のレートが上がっていくので、一層の高得点を稼ぐことが出来る（的球が落ちないショットをするか、スクラッチになったときにレートは1に戻る）。当該ステージにおいて全てのショットで的球を落としてクリアした場合はパーフェクトボーナスとなり、高得点が与えられる。
手球が増える要素としては「ステージクリア（1個）」、「パーフェクト（1個）」、「レートが21以上になった時点からレートが上がるたびに1個」が存在する。
また、オプションで摩擦係数を変えることが可能である。摩擦係数は0から255（通常は32）まであり、数が少ないほどボールは止まりにくく（0だと延々と転がり続ける）、数が大きいほどほとんどボールが転がらなくなる。

## 移植版
| No. | タイトル                | 発売日                                      | 対応機種                   | 開発元     | 発売元               | メディア                                                   | 型式                                          | 売上本数 | 備考                           |
| --- | ----------------------- | ------------------------------------------- | -------------------------- | ---------- | -------------------- | ---------------------------------------------------------- | --------------------------------------------- | -------- | ------------------------------ |
| 1   | ルナーボール Lunar Pool | 1985年12月5日 1987年10月 1991年             | ファミリーコンピュータ MSX | コンパイル | ポニーキャニオン FCI | FC:192キロビットロムカセット MSX:256キロビットロムカセット | FC: R49V5902 (PNF-LB) NES-LP-USA MSX:R49X5079 | -        | MSX版は日本国内のみ発売        |
| 2   | Lunar Pool ルナーボール | 2007年8月10日 2007年10月22日 2007年12月11日 | Wii                        | コンパイル | ポニーキャニオン     | ダウンロード （バーチャルコンソール）                      | -                                             | -        | ファミリーコンピュータ版の移植 |

## スタッフ
PC-8800シリーズ、MSX版
- ゲームデザイン、メイン・プログラム：新谷憲司
- サウンド・プログラム：広野隆行
- 音楽：宮本昌知
- タイトル・デザイン：寺本耕二
- ディレクター：仁井谷正充

ファミリーコンピュータ版
- プログラム：JEMINI（広野隆行）
- アートデザイン：TERAMOTO（寺本耕二）
- 音楽：MIYAMOTO（宮本昌知）
- ゲームデザイン：YUNOKI
- ディレクター：NIITANI（仁井谷正充）

## 評価
| 項目 | キャラクタ | 音楽 | 操作性 | 熱中度 | お買得度 | オリジナリティ | 総合  |
| 得点 | 2.89       | 2.57 | 2.77   | 2.43   | 2.23     | 3.43           | 15.82 |

ファミリーコンピュータ版
ゲーム誌『ファミリーコンピュータMagazine』の読者投票による「ゲーム通信簿」での評価は別記の通り15.82点（満30点）となっている。また、同雑誌1991年5月10日号特別付録の「ファミコンロムカセット オールカタログ」では、「マニアっぽい人向き」と紹介されている。